# Buried Inside
Buried Inside war eine kanadische Post-Metal-Band aus Ottawa.

## Geschichte
Im Jahr 1997 gegründet, wurde zwei Jahre später das selbstaufgenommene Debütalbum In and of the Self via Matlock Records veröffentlicht.
Im September 2001 folgte das zweite Studioalbum Suspect Symmetry, das in Deutschland via With Protest und in den restlichen Ländern via Cyclop Media veröffentlicht wurde. Daraufhin nahm Relapse Records die Band unter Vertrag.
Im Februar 2005 erschien mit dem Konzeptalbum Chronoclast das dritte Studioalbum. Es folgten lange Tourneen, ehe man zusammen mit Kurt Ballou (Converge) im Sommer 2008 das vierte Studioalbum Spoils of Failure aufnahm. Es wurde im März 2009 veröffentlicht.
Buried Inside löste sich nach einem Abschiedskonzert im November des Jahres 2010 auf.

## Stil
Die Musik der Band ist eine vom Sludge, Post-Hardcore, Mathcore und Metalcore beeinflusste, als Post-Metal bekannte Mischung. Buried Inside agieren mit einer hohen, atmosphärischen Melodiedichte, zum Teil werden Celli gespielt. Als bedeutsamen Einfluss auf die Band und ihren Stil führt Nick Shaw Neurosis an.

„Für mich ist es unvermeidlich, an NEUROSIS zu denken, wenn ich über brutalen, epischen und apokalyptischen Metal philosophiere. […] Sie sind für viele Leute über die ganzen Jahre sehr wichtig gewesen. Und es läst[sic!] sich nicht verleugnen, dass auch alle Mitglieder unserer Band dazu gehören.“

## Diskografie
- 1999: In and of the Self (Matlock Records)
- 2001: Suspect Symmetry (Cyclop Media)
- 2005: Chronoclast (Relapse Records)
- 2009: Spoils of Failure (Relapse Records)